# Drei Seen im oberen Breitenbachtal bei Breitenbuch
Drei Seen im oberen Breitenbachtal bei Breitenbuch este o arie protejată (arie specială de conservare — SAC, sit de importanță comunitară — SCI) din Germania întinsă pe o suprafață de 39,12 ha, integral pe uscat.

## Localizare
Centrul sitului Drei Seen im oberen Breitenbachtal bei Breitenbuch este situat la coordonatele 49°36′40″N 9°05′07″E / 49.6111°N 9.0853°E.

## Înființare
Situl Drei Seen im oberen Breitenbachtal bei Breitenbuch a fost declarat sit de importanță comunitară în noiembrie 2004 pentru a proteja un număr necunoscut de specii din flora spontană și fauna sălbatică aflate în arealul zonei. Situl a fost protejat și ca arie specială de conservare în aprilie 2016.

## Biodiversitate
Situată în ecoregiunea continentală, aria protejată conține 4 habitate naturale: Pajiști cu Molinia pe soluri calcaroase, turboase sau argilos-nămoloase (Molinion caeruleae), Mlaștini turboase de tranziție și turbării mișcătoare, Depresiuni pe substraturi de turbă de Rhynchosporion, Păduri aluvionare cu Alnus glutinosa și Fraxinus excelsior (Alno-Padion, Alnion incanae, Salicion albae).
La baza desemnării sitului se află un număr nedeclarat de specii protejate.